# Мон-Трамблан (трасса)
Мон-Трамблан (фр. Circuit Mont-Tremblant) — автодром в Канаде. Открыт в 1964 году и использовался для гонок Формулы-1 Гран-при Канады в 1968 и 1970 годах и гонок американских серий. Находится недалеко от деревень Мон-Тремблан и Сен-Жовит в провинции Квебек, Канада.

## Конфигурация
Трасса использовалась в гонках Формулы-1 в одной конфигурации с длиной 4 265 м.
| Версия | Длина (м) | Гран-при       | Рекорд круга в квалификации | Рекорд круга в квалификации | Рекорд круга в квалификации |
| Версия | Длина (м) | Гран-при       | Рекорд круга в гонке        | Рекорд круга в гонке        | Рекорд круга в гонке        |
| ------ | --------- | -------------- | --------------------------- | --------------------------- | --------------------------- |
| 1968   | 4 265     | 2 (1968, 1970) | Джеки Стюарт                | Tyrrell                     | 1:31,5 (1970)               |
| 1968   | 4 265     | 2 (1968, 1970) | Клей Регаццони              | Ferrari                     | 1:32,2 (1970)               |

## Победители Гран-при Канады на трасса Мон-Тремблан
| Сезон | # | Пилот      | Конструктор  | Отчёт |
| 1970  | 4 | Жаки Икс   | Ferrari      | Отчёт |
| 1968  | 2 | Денни Халм | McLaren-Ford | Отчёт |